# ویندوز موبایل
ویندوز موبایل یک سیستم‌عامل فشرده مرکب از مجموعه‌ای از درخواست‌های اساسی برای دستگاه‌های قابل حمل می‌باشد.
دستگاه‌های که قابلیت اجرای ویندوز موبایل را دارند شامل: رایانه‌های جیبی، تلفن‌های هوشمند، وسایل چندرسانه‌ای همراه و رایانه‌های توبورد برای خودروها.
شرکت‌های زیر از جمله تولیدکنندگان دستگاه‌های دارای سیستم‌عامل ویندوز موبایل هستند.
- اچ‌تی‌سی
- سامسونگ
- سونی اریکسون
- گیگابایت
- ال‌جی
- اچ‌پی
- موتورولا
- ایسر
- هوآوی